# Tommy Mars
Tommy Mars (* 26. října 1951, Connecticut, USA) je americký klávesista, který se proslavil jako dlouholetý spolupracovník Franka Zappy. Podílel se také například na debutovém albu Steve Vaie Flex-Able a spolupracoval také s Jonem Larsenem nebo Stuartem Hammem.